# ژرمن‌ها

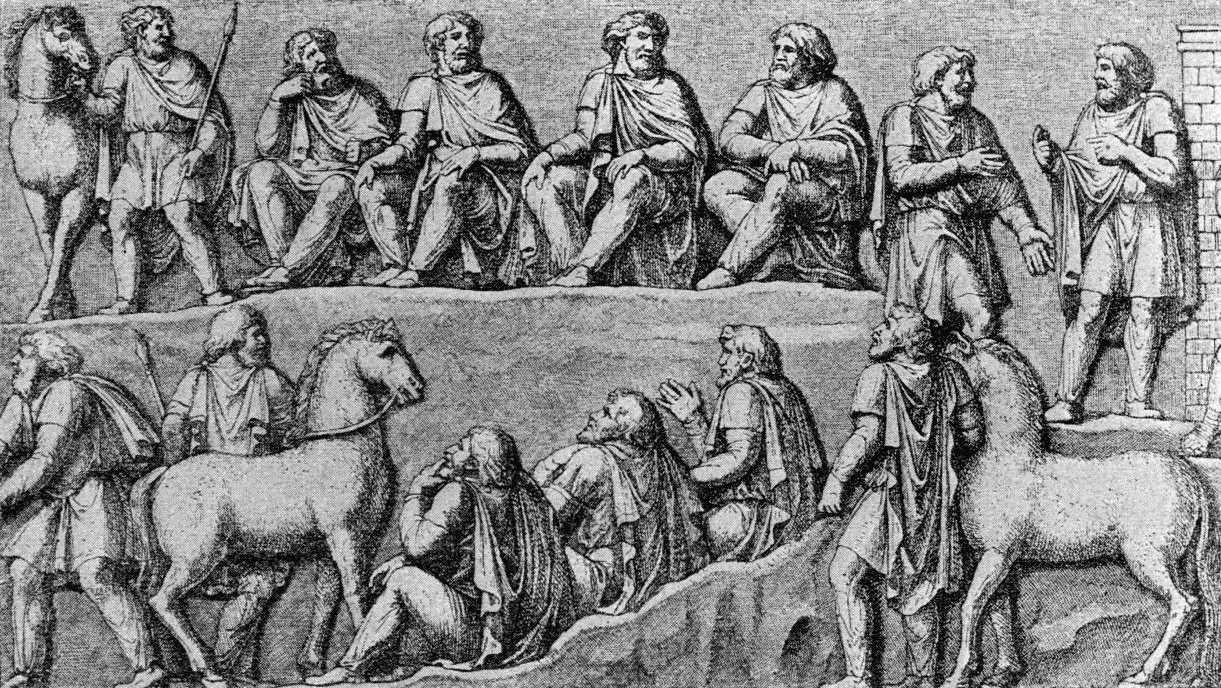
مجلس حاکمان ژرمنی که پس از توصیف نقش برجسته ستون مارکوس آئورلیوس در سال ۱۹۳ میلادی کشیده شده است.

مردم ژرمن یا ژرمن‌ها (در منابع قدیمی‌تر مردم توتنی) گروهی نژادی-زبانی اند، که از مردمان هندواروپایی و از اروپای شمالی سرچشمه می‌گیرند و به زبان‌های ژرمنی از شاخه زبان‌های هندواروپایی سخن می‌گویند. این زبان‌ها از نیای مشترکشان یعنی زبان نیاژرمنی در دوره آهن به وجود آمده‌اند. این زبان در بسیاری از مناطق با کمک گروه‌های قومی شمال اروپا گسترده شد. از آن جمله: اسکاندیناویایی‌ها (سوئدی‌ها، نروژِی‌ها، دانمارکی‌ها، جزایر فارویی‌ها اما نه فنلاندی‌ها و سامی‌ها)، آلمانی‌ها (شامل اتریشی‌ها و تمام آلمانی‌زبانان سوئیس و آلمان) هلندی‌ها و انگلیسی‌ها اند.

## نقش ژرمن‌ها در سقوط امپراتوری روم غربی
اقوام بربری غرب اروپا اکثراً از نژاد ژرمن بودند و نفوذ ژرمن‌ها بعداً در تشکیل اروپا مؤثر واقع شد. به استثنای چند تن، ژرمن‌ها هنگام هجوم به‌طرف مغرب اروپا بی‌سواد و بت‌پرست بودند. به زبان‌های آنان چیزی کتابت و تحریر نشده‌بود و این جماعت فولکلور ظریف و معتقدات دینی عجیبی داشتند که بر طبق آن‌ها جنگ و اعمال شجاعانه بسیار مورد احترام و پسندیده‌بود. اگرچه ژرمن‌ها در این‌موقع در حال کوچ بودند اما در عین‌حال مردمانی زارع بودند که طریق استفاده از آهن را می‌دانستند و از صنایع رومیان تا اندازه‌ای آگاه بودند. این‌ها به قبایل کوچکی تقسیم شده‌بودند و حس اخوت و هم‌قبیلگی (همچون بسیاری از اقوام بدوی) چنان در آن‌ها قوی بود که مقدم بر قانون و اطاعت از مافوق محسوب می‌شد. این‌ها در امور خویش بیشتر از مردمی که در لوای امپراتوری روم می‌زیستند آزادی عمل داشتند. در میان بسیاری از این قبایل طرز اداره امور عمومی شباهت به دموکراسی داشت با این تفاوت که به‌صورتی خشن اجرا می‌شد؛ بدین معنی که مردمان آزاد ـ یعنی آن‌ها که حق حمل سلاح داشتند ـ در دشت یا بیابان دور هم جمع شده مشورت می‌کردند. در میان این اقوام وحشی حس وفاداری نسبت به اشخاص و حس اخلاص نسبت‌به سرکرده بسیار شدید بود اما حس احترام نسبت‌به یک تشکیلات بزرگ یا عمومی وجود نداشت. دولت و مرجع قانونی در نظر آن‌ها عرف و عادات لایتغیر هر قبیله محسوب می‌شد؛ چرا که نه اتفاق‌نظری معنی داشت و نه قضات ورزیده وجود خارجی، هر مرافعه‌ای پیش می‌آمد میان خود و طبق همان رویه و سنن طبیعی‌شان آن را حل و فصل می‌کردند. به این حساب اگر امر می‌دادند که یکی به آب انداخته شود و آن شخص خود را در آب غرق نمی‌کرد مقصر بود، گاهی دو طرف دعوا با یکدیگر جنگ تن به تن می‌کردند و برنده بی‌گناه محسوب می‌شد زیرا این مردم معتقد بودند که خداوند اجازه نمی‌دهد شر بر خیر غلبه کند.
پس از سقوط امپراتوری روم غربی، برای اقوام ژرمن که بر ایالات روم دست‌یافته‌بودند ادارهٔ امور از سطح محلی به بالا دشوار بود. امنیت و نظم کشور به‌هم خورد. زارعان در معرض تطاول جنگجویان خانه‌بدوش قرار گرفتند. این جنگجویان غالباً دهکده‌های روستایی را می‌گرفتند، آن‌ها را در کنف حمایت خود نگه می‌داشتند و مانع تهاجم سایرین می‌شدند تا از نتیجهٔ دسترنج زارعان استفاده نمایند. گاهی یکی از این جنگجویان چندین دهکده را تصاحب می‌نمود و تمام مدت با سواران و دار و دسته خویش از دهکده‌ای به دهکدهٔ دیگر می‌رفت تا سور و سات خویش را برای سراسر یک‌سال تأمین کند. پس از یورش ژرمن‌ها بازرگانی از رونق افتاد، از جمعیت شهرها کاسته شد، پول از گردش افتاد و تقریباً دیگر نه چیزی را می‌فروختند و نه چیزی را می‌خریدند، جاده‌های روم متروک افتاد و هنگامی که مردم برای خانه‌های خود به سنگ احتیاج داشتند از سنگ‌های جاده‌ها استفاده می‌کردند. اروپای غربی نه فقط به شکل یک مشت دهکده‌های پراکنده درآمد بلکه رابطه و تماس خود را با حوزه مدیترانه از کف داد.

## تجارت در ژرمنیا
تحقیقات باستان‌شناسان نشان می‌دهد که حداقل از اوایل قرن سوم پس از میلاد، سکونت‌گاه‌ها و کلونی‌های بومی بزرگ‌تری در ژرمنایا وجود داشته‌اند که منحصراً وابسته به اقتصاد کشاورزی نبوده‌اند، و سکونتگاه‌های اصلی متعددی وجود داشتند که با جاده‌های سنگی به هم متصل می‌گردیدند به طوری که کل منطقه ژرمنیا در نظام تجارت از راه دور و تقریباً یکپارچه قرار می‌گرفت.تصور باستان شناسان بر این است که تجارت ابتدایی از طریق بندرها دریایی در دوره مهاجرت از شهر گودمه (Gudme) در جزیره دانمارکی فونن (Funen) و سایر بندرها در بالتیک آغازشده باشد.

## قبایل معروف ژرمن
1. گوت‌ها
2. بوهمی‌ها
3. فرانک‌ها
4. چتی‌ها
5. فریسی‌ها
6. ساکسون‌ها

نقشه ای از قبایل ژرمن در نزدیکی امپراتوری روم

7. آلامان‌ها (نام کنونی آلمان در برخی زبان‌ها از این قوم گرفته شده)
8. بورگوندی‌ها
9. سوئبی‌ها
10. کوئدی‌ها
11. مارکومان‌ها
12. گپیدها
13. آنگل‌ها[۷]
14. لمباردها
15. وندال‌ها

## نقش ژرمن‌ها دردوران مهاجرت

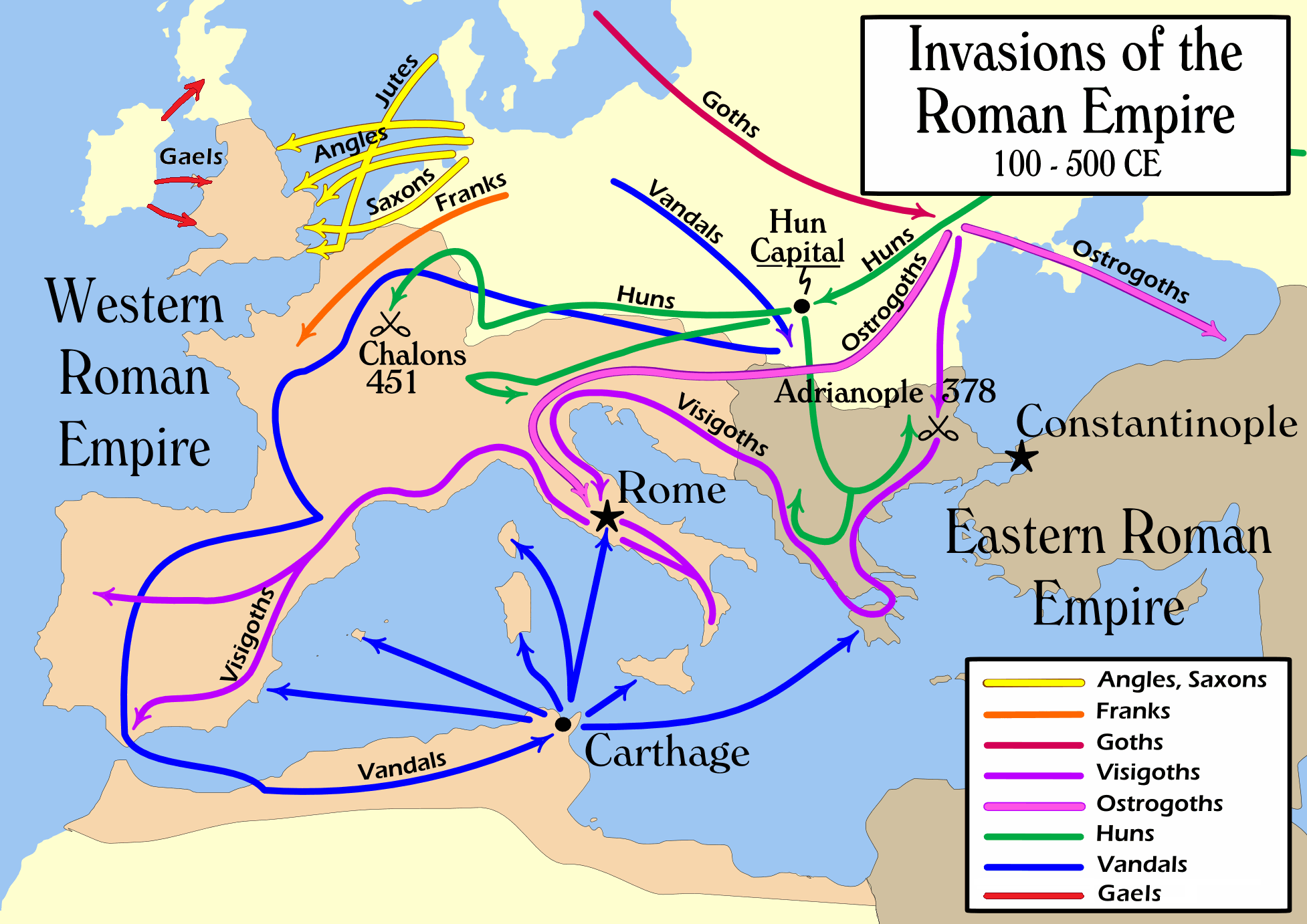
نقشه حمله قبایل مختلف به امپراتوری روم

در پی افزایش جمعیت و شکل‌گیری قدرت در نواحی استپ و ژرمانیا و همچنین
تهدید قبایل مختلف استپ نشین از جانب شرق و شمال شرق اروپا، قبایل مختلف
تصمیم به مهاجرت و حمله به مرزهای امپراتوری روم گرفتند.
1. گوت‌ها پس از شکست از هون‌ها روانه نبرد آدریانوپل شدند و امپراتور را مغلوب کردند.
2. تقسیم گوت‌ها به ویزیگوتها و استروگوت‌ها و سپس یورش مستقیم به قلب امپراتوری و

سقوط پایتخت روم.
1. حمله آنگل‌ها و ساکسون‌ها و جوت‌ها به بریتانیا.
2. یورش فرانک‌ها به سرزمین گال تحت حکومت امپراتوری و تأسیس امپراتوری فرانک

۵. یورش وندال‌ها.